# Phelister affinis
Phelister affinis är en skalbaggsart som beskrevs av J. E. Leconte 1860. Phelister affinis ingår i släktet Phelister och familjen stumpbaggar. Inga underarter finns listade i Catalogue of Life.